# Třída Acheron (1911)
Třída Acheron (jinak též třída I) byla třída torpédoborců Royal Navy z období první světové války. Pro britské námořnictvo bylo v pěti skupinách postaveno 23 torpédoborců, přičemž dalších šest třídy Parramatta bylo postaveno pro australské královské námořnictvo. Ve službě byly v letech 1911–1929. Nasazeny byly ve světové válce. Ve službě byly tři potopeny.

## Stavba

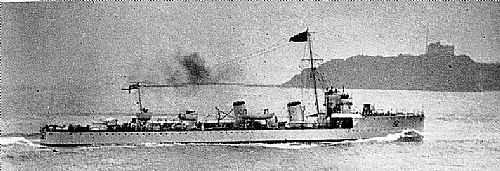
HMS Oak

V letech 1910-1912 bylo pro britské námořnictvo postaveno 23 torpédoborců této třídy, dělící se do pěti podvariant. Postaveno bylo 14 torpédoborců základní verze třídy I (design Admiralty), které doplnilo pět plavidel designu Yarrow, dvě designu Thornycroft a dvě designu Parsons. Zároveň bylo v letech 1909–1916 postaveno šest torpédoborců pro australské námořnictvo.
Do stavby se zapojily britské lodnice J. Samuel White v Cowesu, Swan Hunter ve Wallsendu, John Brown & Company v Clydebanku, Cammell Laird v Birkenheadu, William Denny and Brothers v Dumbartonu, Hawthorn Leslie v Hebburnu, Vickers v Barrow-in-Furness, William Beardmore and Company v Dalmuiru, Yarrow & Company ve Scotstounu, John I. Thornycroft & Company ve Woolstonu, Fairfield Shipbuilding and Engineering Company v Govanu a australská loděnice Cockatoo Dockyard v Sydney.
Jednotky třídy Acheron:
| Jméno           | Loděnice                      | Podtřída         | Založení kýlu | Spuštěn           | Vstup do služby | Osud                                                                                              |
| --------------- | ----------------------------- | ---------------- | ------------- | ----------------- | --------------- | ------------------------------------------------------------------------------------------------- |
| HMS Ferret      | White                         | Admiralty        | 1910          | 12. dubna 1911    | říjen 1911      | Prodán do šrotu 1921.                                                                             |
| HMS Forester    | White                         | Admiralty        | 1910          | 1. června 1911    | leden 1912      | Prodán do šrotu 1921.                                                                             |
| HMS Sandfly     | Swan Hunter                   | Admiralty        | 1910          | 26. července 1911 | prosinec 1911   | Prodán do šrotu 1921.                                                                             |
| HMS Hind        | John Brown                    | Admiralty        | 1911          | 28. července 1911 | listopad 1911   | Prodán do šrotu 1921.                                                                             |
| HMS Lapwing     | Cammell Laird                 | Admiralty        | 1911          | 29. července 1911 | duben 1912      | Prodán do šrotu 1921.                                                                             |
| HMS Defender    | Denny                         | Admiralty        | 1910          | 30. srpna 1911    | leden 1912      | Prodán do šrotu 1921.                                                                             |
| HMS Jackal      | Hawthorn Leslie               | Admiralty        | 1910          | 9. září 1911      | leden 1912      | Prodán do šrotu 1920.                                                                             |
| HMS Phoenix     | Vickers                       | Admiralty        | 1911          | 9. října 1911     | květen 1912     | Dne 14. května 1918 byl v Jaderském moři potopen rakousko-uherskou ponorkou třídy UB II SMU U-27. |
| HMS Lizard      | Cammell Laird                 | Admiralty        | 1911          | 10. října 1911    | červen 1912     | Prodán do šrotu 1921.                                                                             |
| HMS Goshawk     | Beardmore                     | Admiralty        | 1911          | 18. října 1911    | květen 1912     | Prodán do šrotu 1921.                                                                             |
| HMS Druid       | Denny                         | Admiralty        | 1910          | 4. prosince 1911  | březen 1912     | Prodán do šrotu 1921.                                                                             |
| HMS Hornet      | John Brown                    | Admiralty        | 1911          | 20. prosince 1911 | březen 1912     | Prodán do šrotu 1921.                                                                             |
| HMS Tigress     | Hawthorn Leslie               | Admiralty        | 1911          | 20. prosince 1911 | březen 1912     | Prodán do šrotu 1921.                                                                             |
| HMS Hydra       | John Brown                    | Admiralty        | 1911          | 19. února 1912    | duben 1912      | Prodán do šrotu 1921.                                                                             |
| HMS Archer      | Yarrow                        | Yarrow           | 1910          | 21. října 1911    | březen 1912     | Prodán do šrotu 1921.                                                                             |
| HMS Attack      | Yarrow                        | Yarrow           | 1910          | 12. prosince 1911 | květen 1912     | Dne 30. prosince 1917 byl poblíž Alexandrie potopen německou ponorkou třídy UC II SMU UC-34.      |
| HMS Acheron     | Thornycroft                   | Thornycroft      | 1910          | 26. července 1911 | říjen 1911      | Prodán do šrotu 1921.                                                                             |
| HMS Ariel       | Thornycroft                   | Thornycroft      | 1910          | 26. září 1911     | březen 1912     | Dne 2. srpna 1918 se v Severním moři potopil na mině.                                             |
| HMS Badger      | Denny                         | Parsons          | 1910          | 11. července 1911 | srpen 1912      | Prodán do šrotu 1921.                                                                             |
| HMS Beaver      | Denny                         | Parsons          | 1910          | 6. října 1911     | listopad 1912   | Prodán do šrotu 1921.                                                                             |
| HMS Firedrake   | Yarrow                        | Yarrow-Firedrake | 1911          | 9. dubna 1912     | září 1912       | Prodán do šrotu 1921.                                                                             |
| HMS Lurcher     | Yarrow                        | Yarrow-Firedrake | 1911          | 1. června 1912    | říjen 1912      | Prodán do šrotu 1922.                                                                             |
| HMS Oak         | Yarrow                        | Yarrow-Firedrake | 1911          | 5. září 1912      | listopad 1912   | Prodán do šrotu 1921.                                                                             |
| HMAS Parramatta | Fairfield                     | Austrálie        | 1909          | 9. února 1910     | srpen 1910      | Prodán do šrotu 1929.                                                                             |
| HMAS Yarra      | Denny                         | Austrálie        | 1909          | 8. dubna 1910     | září 1910       | Prodán do šrotu 1929.                                                                             |
| HMAS Warrego    | Fairfield / Cockatoo Dockyard | Austrálie        | 1910          | 4. dubna 1911     | červen 1912     | Hulk 1929.                                                                                        |
| HMAS Huon       | Cockatoo Dockyard             | Austrálie        | 1913          | 19. prosince 1914 | prosinec 1915   | Dne 9. dubna 1930 potopen jako cvičný cíl.                                                        |
| HMAS Torrens    | Cockatoo Dockyard             | Austrálie        | 1914          | 28. srpna 1915    | červenec 1916   | Dne 24. listopadu 1930 potopen jako cvičný cíl.                                                   |
| HMAS Swan       | Cockatoo Dockyard             | Austrálie        | 1914          | 11. prosince 1915 | srpen 1916      | Prodán do šrotu 1929.                                                                             |

## Konstrukce

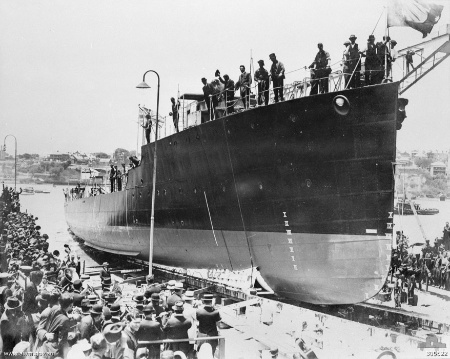
HMAS Swan je spouštěn na vodu

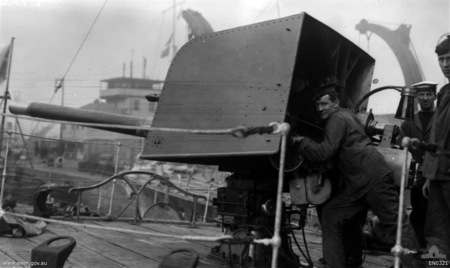
102mm kanón torpédoborce HMS Huon

### TřídaAcheron
Základní výzbroj představovaly dva 102mm kanóny, dva 76mm kanóny a dva jednohlavňové 533mm torpédomety. Pohonný systém tvořily tři kotle pohánějící tři turbíny o výkonu 13 500 hp, roztáčející tři lodní šrouby. Nejvyšší rychlost dosahovala 27 uzlů. Dosah byl 2300 námořních mil při rychlosti 13 uzlů. Část plavidel měla výkonnější pohonný systém a dosahovala vyšších výkonů. Například plavidla druhé skupiny designu Yarrow dosahovala při výkonu 20 000 hp rychlosti 32 uzlů.

### TřídaParramatta
Australské torpédoborce odvozené od třídy Acheron měly rozměry a výkony základního modelu. Lišily se především svou výzbrojí. Nesly jeden 102mm kanón, tři 76mm kanóny a tři jednohlavňové 450mm torpédomety.

## Operační služba

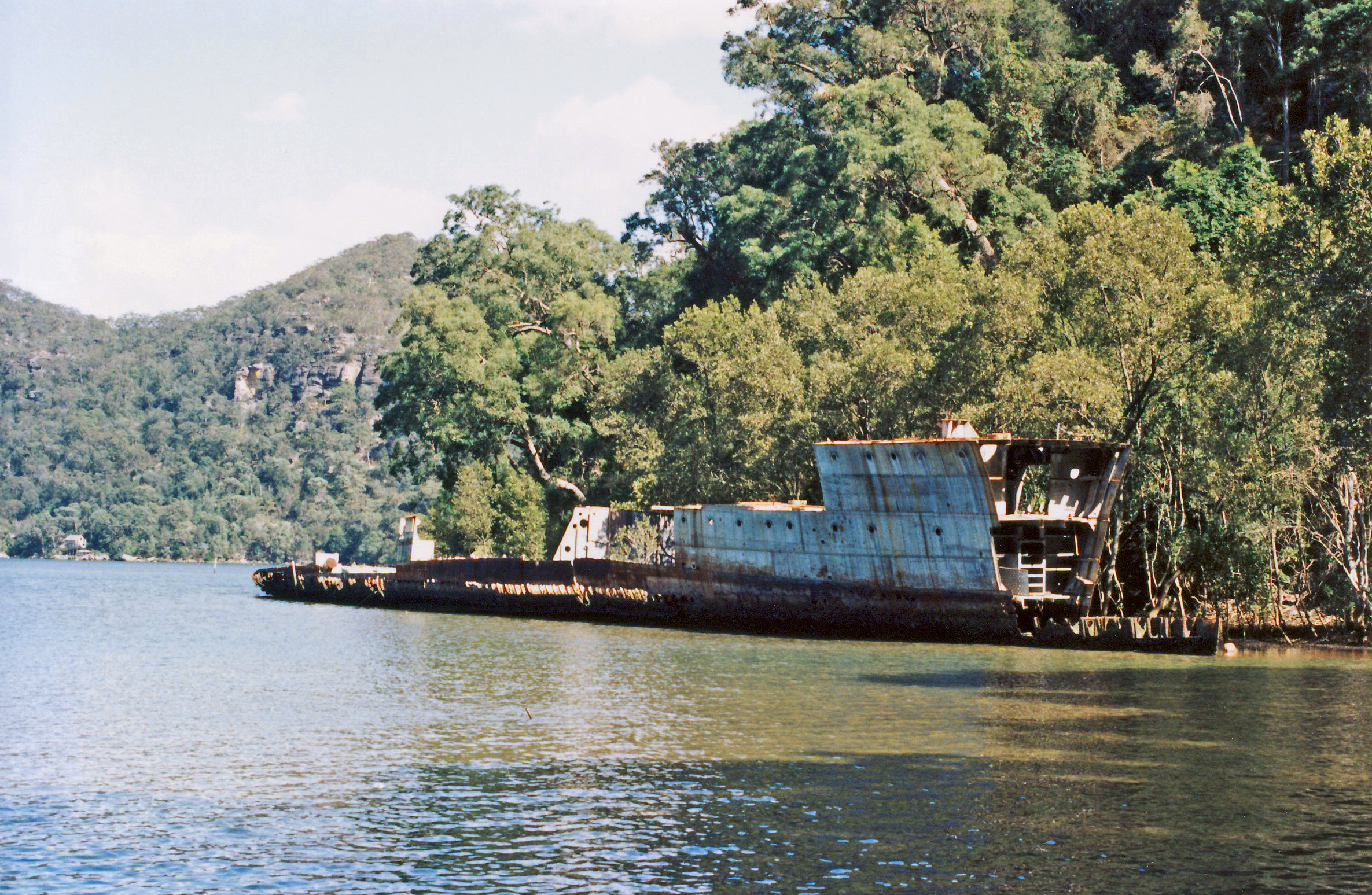
Vrak torpédoborce HMAS Parramatta na řece Hawkesbury

Britské královské námořnictvo třídu provozovalo v letech 1911–1921 a australské v letech 1910–1929. Nasazeny byly za první světové války. Ve službě byly ztraceny tři jednotky (Attack, Ariel a Phoenix).